# Dans leur ombre
Pour les articles homonymes, voir Strays, Strays (film, 1997) et Strays (film, 2023).
Pour plus de détails, voir Fiche technique et Distribution.
Dans leur ombre (The Strays) est un thriller d'horreur britannique écrit et réalisé par Nathaniel Martello-White et sorti en 2023. Le film est le premier long métrage du réalisateur.
Dans le film, Neve (Ashley Madekwe) est une femme métisse de la classe supérieure menant une vie idyllique avec sa famille. En tant que mondaine de sa communauté et directrice adjointe d'une école privée, sa vie privilégiée est menacée lorsque son passé troublé refait surface et mine tout ce qu'elle a construit.

## Synopsis
Cheryl, une femme métisse, vit dans un endroit inconnu en Angleterre. Elle exprime au téléphone à sa sœur ses inquiétudes concernant la discrimination et ses difficultés financières. Les scènes suivantes la montrent rejetant les appels téléphoniques de son conjoint et laissant un message sur le réfrigérateur lui indiquant d'aller au salon de coiffure.
Plusieurs années plus tard, on nous présente Neve, une femme métisse à la peau claire mariée à Ian, un homme blanc, et mère de deux enfants métisses, Sebastian et Mary. Elle méprise tout ce qui est associé à la « noirceur ». Neve travaille à l'école de ses enfants en tant que directrice adjointe et prévoit d'organiser un gala de collecte de fonds chez elle. Elle a souvent des visions de Noirs et est dérangée. Lors du gala de collecte de fonds, Neve affronte deux individus noirs qu'elle croit être des étrangers ; ils l'appellent leur mère.
Dans des flashbacks, cinq jours auparavant, "Carl et Dione" sont au centre de l'histoire. Les deux adolescents noirs que Neve a vu se lancent dans une mission inconnue qui consiste à séjourner dans un hôtel, Carl prenant le nom de « Marvin » et obtenant un emploi de concierge de l'école et Dione prenant le nom de « Abigail » et travaillant comme assistante dans le bureau de Ian. Ils se lient d'amitié avec les enfants de Neve, Dione invitant Mary dans la chambre d'hôtel pour boire et faire la fête et Carl invitant Sebastian à fumer après son match de basket. Ensuite, Carl convainc Sebastian d'attaquer brutalement le tyran de son école.
De nos jours, il est révélé que Neve est Cheryl et que Carl et Dione sont bien ses enfants. Elle les rencontre dans un restaurant et leur donne dix mille livres chacun afin de les aider à se remettre sur pied à leur retour à Londres. Cependant, Carl et Dione s'introduisent par effraction dans la maison de Neve. Carl prend les téléphones de tout le monde et les jette dans l'évier, où il fait couler l'eau qui commence à inonder le salon. Carl et Dione prétendent que c'est l'anniversaire de Dione et qu'ils devraient le célébrer en famille et forcer la famille à commander Uber Eats.
Carl confronte Neve pour avoir tenté de les payer, ce qui était inconnu du reste de sa famille. Cela conduit Ian à menacer de divorcer, cependant, Dione intervient et suggère de jouer à un jeu de société. Neve, visiblement bouleversée, vomit. Ensuite, elle semble adopter un nouveau personnage heureux et le groupe commence à jouer au Scrabble. Carl s'énerve et abandonne le jeu avant d'exiger qu'Ian l'accompagne au gymnase familial. Là, Carl contraint Ian à soulever des poids de plus en plus lourds jusqu'à ce qu'il soit incapable de les tenir, et le poids retombe sur lui, entraînant sa mort apparente.
Pendant ce temps, après l'arrivée du chauffeur Uber Eats, Neve dit au groupe qu'elle donnera un pourboire au chauffeur et qu'elle reviendra immédiatement ; elle ne revient pas. Le moteur du conducteur démarre et s'éloigne, ce qui implique que Neve est parti avec lui. Mary et Sebastian se retrouvent debout dans le salon inondé avec Dione et Carl, car Neve a maintenant abandonné son deuxième groupe d'enfants.

## Fiche technique
- Titre original : The Strays
- Titre français : Dans leur ombre
- Réalisation : Nathaniel Martello-White
- Scénario : Nathaniel Martello-White
- Photographie : Adam Scarth
- Montage : Mark Towns
- Musique : Emilie Levienaise-Farrouch
- Production :
- Sociétés de production :
- Pays de production : Royaume-Uni
- Langue originale : anglais
- Format : couleur
- Genre : thriller d'horreur
- Durée : 100 minutes
- Dates de sortie[1] :
  - Netflix : 22 février 2023

## Distribution
- Ashley Madekwe : Neve / Cheryl
- Bukky Bakray : Abigail
- Jorden Myrie : Marvin
- Samuel Paul Small : Sebastian
- Maria Almeida : Mary
- Justin Salinger : Ian
- Lucy Liemann : Amanda
- Tom Andrews : Barry
- Rob Jarvis : Robert
- Michael Warburton : Kenneth
- Alastair Ellery : Keith
- Vanessa Bailey : Elle
- Joanna Brookes : Betty
- Cornelius Booth : Mr. Fillet

## Production
Le film a été produit par Valentina Brazzini, Tristan Goligher et Rob Watson et Emilie Levienaise-Farrouch a composé la partition.
Le tournage principal a eu lieu entre septembre et novembre 2021, à Londres, dans le Suffolk et le Berkshire.

## Sortie
The Strays est sorti sur Netflix le 22 février 2023.

## Réception
Sur le site de l'agrégation de critiques Rotten Tomatoes, 54 % des 26 critiques sont positives, avec une note moyenne de 5,8/10.
Metacritic, qui utilise une moyenne pondérée, a attribué au film une note de 58 sur 100, basée sur cinq critiques, indiquant des critiques « mitigées ou moyennes ».

## Récompenses et distinctions
- ReFrame 2024
- (en) Dans leur ombre: Awards, sur l'Internet Movie Database